# Steve Chettle
Stephen „Steve“ Chettle (* 27. September 1968 in Nottingham, England) ist ein ehemaliger englischer Fußballspieler, der besonders durch seine Zeit bei Nottingham Forest bekannt wurde.

## Nottingham Forest
Steve Chettle startete seine Profilaufbahn 1986 bei seinem Heimatverein Nottingham Forest. Trainiert wurde der Verein in dieser Zeit von Trainer-Legende Brian Clough, der Nottingham 1978 als Aufsteiger zum Meistertitel in der First Division und 1979 und 1980 zum Gewinn des Landesmeisterpokals geführt hatte.
Als Chettle mit 18 Jahren in Forests erster Mannschaft durchstartete, lag diese sehr erfolgreiche Zeit bereits 6 Jahre zurück. Zudem hatte er das Pech seine Laufbahn ein Jahr nach der Heysel-Katastrophe zu starten, in dessen Folge alle englischen Vereine für 5 Jahre vom internationalen Wettbewerb ausgeschlossen wurden. Nottingham Forest konnte deswegen trotz zwei dritten Plätzen in den Spielzeiten 1987/88 und 1988/89 nicht im UEFA-Pokal starten. Nachdem Chettle mit seiner Mannschaft bereits 1988 im Halbfinale des FA-Cup am FC Liverpool gescheitert war, traf er in der Saison 1988/89 erneut im Halbfinale auf die Mannschaft aus Liverpool. Das Spiel fand wie üblich in dieser Runde auf neutralem Platz statt und wie im Vorjahr im Hillsborough-Stadion. Die Partie am 15. April 1989 sollte als Hillsborough-Katastrophe auf unrühmliche Weise in die Fußballgeschichte eingehen. Das abgebrochene Spiel wurde am 7. Mai in Manchester erneut angesetzt und vom FC Liverpool mit 3:1 gewonnen.
In der Liga reichte es in den nächsten drei Jahren nur zu Platzierungen im Mittelfeld der Tabelle, aber dafür gelang 1991 der erste Einzug ins Finale des FA-Cup seit 1959. Im Finale am 18. Mai 1991 vor 80.000 Zuschauern im Wembley-Stadion verlor Forest jedoch trotz einer frühen 1:0-Führung durch Stuart Pearce mit 1:2 gegen Tottenham Hotspur um Paul Gascoigne und Gary Lineker. In der ersten Saison nach Einführung der Premier League musste Steve Chettle mit seinem Team den bitteren Gang in die zweite Liga antreten. Forest hatte die Abgänge von Steve Hodge, Des Walker und Teddy Sheringham nicht adäquat ersetzen können und litt zudem unter der zunehmenden Alkoholabhängigkeit von Trainer Brian Clough, der seine Trainertätigkeit nach 18 Jahren bei Nottingham Forest beendete. Nach dem direkten Wiederaufstieg erreichte Forest in der Premier League 1994/95 den dritten Tabellenplatz und zog damit in den UEFA-Pokal 1995/96 ein. Dort scheiterte die Mannschaft um Steve Chettle erst im Viertelfinale am FC Bayern München. In der Saison 1996/97 erfolgte der nächste Abstieg in die zweite Liga und nach einem erneuten direkten Wiederaufstieg, der erste direkte Wiederabstieg in der Saison 1998/99. Chettle verließ nach dieser Spielzeit nach 13 Jahren seinen Verein und wechselte zum FC Barnsley.

## FC Barnsley
Nach einem kurzen Ausleihgeschäft verpflichtete der FC Barnsley Steve Chettle 1999 auf fester Vertragsbasis. Barnsley war zu dieser Zeit in der Football League First Division und damit in der zweithöchsten Spielklasse aktiv. In der Saison 1999/2000 erreichte er mit seiner Mannschaft den vierten Tabellenplatz, verpasste jedoch in den Play-offs den Aufstieg in die Premier League. Im folgenden Jahr reichte es nur zu einem 16. Tabellenplatz und nachdem die Mannschaft in der Saison 2001/02 als Tabellenvorletzter in die dritte englische Liga abstieg, verließ Chettle Barnsley und wechselte zum FC Walsall.

## Grimsby Town
Steve Chettle blieb mit seinem Vereinswechsel der First Division treu, stieg jedoch mit seinem neuen Verein Grimsby Town 2002/03 ebenfalls in die dritte Liga ab und wechselte daraufhin zu Burton Albion. 

## Burton Albion
Burton Albion war 2003/04 nur im Amateurbereich tätig, wurde jedoch von Chettles ehemaligen Mannschaftskameraden Nigel Clough trainiert, der ihn von einem Wechsel überzeugen konnte. Nach einem weiteren Jahr im Amateurbereich bei Ilkeston Town beendete Steve Chettle 2005 seine Karriere im Alter von 36 Jahren und kümmerte sich anschließend um seine eigene Fußballschule in Nottingham.